# Enea col cadavere di Lauso
Enea col cadavere di Lauso è un'incisione ad acquaforte di Bartolomeo Pinelli. 

## Descrizione
L'opera fa parte di una serie di incisioni in cui sono rappresentati episodi tratti dall' Eneide. Qui è mostrata la morte di Lauso, il giovane principe etrusco che nel decimo libro del poema, durante la guerra che vede i troiani opposti agli italici, eroicamente si frappone tra suo padre Mezenzio ed Enea. Invano ammonito dal capo troiano, Lauso reagisce con un atteggiamento baldanzoso tale da provocare l'ira del nemico, che lo uccide con un colpo di spada; ma subito dopo Enea, improvvisamente commosso, rivolgerà parole di elogio per la vittima. 
I personaggi che appaiono nell'incisione sono in tutto cinque: Enea, il suo scudiero Acate, Lauso (di cui è possibile vedere la ferita mortale al petto) e due compagni del principe, uno dei quali porta uno scudo su cui è effigiata la testa di Medusa. Al centro della scena c'è Enea - in piedi - che sorregge Lauso con l'aiuto di Acate, chinato sul corpo del giovane eroe.